# 薗田香融
薗田 香融（そのだ こうゆう、1929年〈昭和4年〉1月18日 - 2016年〈平成28年〉8月4日）は、日本史・仏教学者。関西大学名誉教授。

## 生涯
和歌山県和歌山市に、薗田香勲の長男として生まれる。祖父は薗田宗恵。母方祖父は芦津実全。弟に薗田宗人、薗田坦、芦津家を継いだ芦津丈夫がいる。
第三高等学校を経て、1951年京都大学文学部史学科卒業。1953年関西大学文学部助手、専任講師、助教授を経て、1965年教授。1980年「古代財政史の研究」で関西大学文学博士。1999年定年退職、名誉教授。浄土真宗本願寺派妙慶寺第14世住職。

## 著書
- 『意譯遺教經』顯眞法輪文書傳道部 1952
- 『日本古代財政史の研究』塙書房 1981
- 『平安仏教の研究』法蔵館 1981
- 『日本古代の貴族と地方豪族』塙書房 1992
- 『日本古代仏教の伝来と受容』塙書房 2016

### 共著など
- 『石山本願寺日記索引』北西弘共著 清文堂出版 1966-1968
- 『紀伊国和佐庄歓喜寺文書』編 関西大学東西学術研究所資料集刊 1968
- 『日本名僧列伝』柏原祐泉共編 社会思想社 現代教養文庫 1968
- 『日本思想大系 4 最澄』安藤俊雄共校注 岩波書店 1974
  - 『原典日本仏教の思想 2 最澄』安藤俊雄共校注 岩波書店 1991
- 『<宗派別>日本の仏教・人と教え 1 天台宗』編 小学館 1986
- 『令集解官位令職員令語句索引』奥村郁三共編 関西大学東西学術研究所研究叢刊 1990
- 『歴史的景観としての和歌の浦』藤本清二郎共著 ウイング出版部 1991
- 『真宗人名辞典』柏原祐泉、平松令三共監修 赤松徹真、木場明志、首藤善樹、上場顕雄、草野顕之共編 法藏館 1999
- 『日本古代社会の史的展開』編 塙書房 1999
- 『日本仏教の史的展開』編 塙書房 1999
- 『南紀寺社史料』編著 関西大学東西学術研究所資料集刊 2008

## 論文
- Cinii

## 栄典
- 2008年11月 瑞宝中綬章受章[4]